# Альпы Верхнего Прованса
А́льпы Ве́рхнего Прова́нса (фр. Alpes-de-Haute-Provence, окс. Aups d'Auta Provença, Alps d'Auta Provença, Aups de Nauta Provença, Alps de Nauta Provença) — департамент на юго-востоке Франции, один из департаментов региона Прованс — Альпы — Лазурный Берег. Порядковый номер — 4. Административный центр — Динь-ле-Бен. Население — 165 155 человек (94-е место среди департаментов, данные 2010 года).

## География
Площадь территории — 6925 км². Департамент расположен в гористом районе с сухим климатом. Для ведения земледелия приходится использовать орошение.
В департаменте находится самое крупное высокогорное озеро Европы — Аллос.

## История
До 13 апреля 1970 года департамент назывался Нижние Альпы.

## Административно-территориальное деление
Департамент включает 4 округа, 30 кантонов и 200 коммун.
В департамент входят следующие округа:
- Динь-ле-Бен (Digne-les-Bains)
- Барселоннет (Barcelonnette)
- Кастеллан (Castellane)
- Форкалькье (Forcalquier)